# Mare di guai
Mare di guai è un singolo della cantante italiana Ariete, pubblicato l'8 febbraio 2023 come primo estratto dal secondo album in studio La notte.
La canzone ha partecipato al Festival di Sanremo 2023  rendendola la prima canzone del Festival a parlare esplicitamente di un amore omosessuale. 

## Video musicale
Il video musicale, diretto da Enea Colombi, è stato pubblicato il 7 febbraio 2023 sul canale YouTube della cantante.

## Tracce
Testi e musiche di Arianna Del Giaccio, Edoardo D'Erme, Dario Faini e Vincenzo Centrella.
1. Mare di guai – 3:24

## Classifiche
| Classifica (2023) | Posizione massima |
| ----------------- | ----------------- |
| Italia            | 13                |

## Riconoscimenti
Videoclip Italia Awards
- 2024 – Miglior color granding[7]
- 2024 – Candidatura al miglior videoclip indie
- 2024 – Candidatura al miglior fotografia